# L'inverno di Frankie Machine
L'inverno di Frankie Machine (The Winter of Frankie Machine) è un romanzo di Don Winslow, pubblicato nel 2006, edito in Italia da Einaudi nel 2008.

## Storia editoriale
Il libro è stato tradotto in olandese, norvegese, danese, giapponese, svedese, croato, russo, catalano, spagnolo, francese e tedesco.

## Trama
Frankie Machianno è un sessantaduenne imprenditore di San Diego.
Per vivere - e mantenere una ex-moglie ed una figlia studentessa universitaria - è "costretto" a svolgere tre diversi lavori: vende esche nel suo negozio sul molo di San Diego, fornisce di prodotti ittici e svolge lavoro di lavanderia per i migliori ristoranti della città ed è proprietario-amministratore di alcuni immobili.
La sua vita sembra scorrere liscia in una tranquilla (ma estenuante) routine sino a quando un passato a cui ha rinunciato si rifà vivo per chiedergli un favore a cui, Frankie, non può sottrarsi.
Pur avendo infatti cambiato vita da molti anni, Frankie resta comunque un ex appartenente alla mafia californiana (dove era conosciuto con il soprannome "The Machine") e non può rifiutare la richiesta di aiuto di un boss.
Ben presto capirà che il favore è una trappola e la sua vita ritorna, improvvisamente ed imprevedibilmente, in pericolo mortale. Qualcuno, dal passato, lo vuole morto e - per restare in vita - Frankie è costretto a rituffarsi nei ricordi per capire chi possa essere.

## Edizioni
- (EN) Don Winslow, The Winter of Frankie Machine, 1ª ed., Knopf, 2006, ISBN 1-4000-4498-7.
- Don Winslow, L'inverno di Frankie Machine, traduzione di Giuseppe Costigliola, Torino, Einaudi, 2008.